# Sazak (Sarayköy)
Sazak ist ein Dorf im Landkreis Sarayköy der türkischen Provinz Denizli. Sazak liegt etwa 32 km nordwestlich der Provinzhauptstadt Denizli und 8 km nordwestlich von Sarayköy. Sazak hatte laut der letzten Volkszählung 127 Einwohner (Stand Ende Dezember 2010).